# Список начальников главных управлений МВД России по федеральным округам
В статье представлен список начальников главных управлений Министерства внутренних дел Российской Федерации по федеральным округам.
После даты назначения или освобождения от должности стоит номер соответствующего указа Президента Российской Федерации.

## Дальневосточный федеральный округ
1. Золотарёв Анатолий Павлович, начальник (27 июля 2001 г., переназначен 2 августа 2006 г., № 826 — 3 декабря 2008 г., № 1718)
2. Коробов Сергей Евгеньевич, и. о. начальника (январь — май 2009 г.)
3. Васильков Феликс Павлович, начальник (21 апреля 2009 г., № 435 — 11 мая 2011 г., № 632)
4. Кужель Евгений Анатольевич, начальник (с 14 апреля 2011 г., № 448)

## Приволжский федеральный округ
1. Щербаков Владимир Филиппович, начальник (23 июля 2001 г., № 904, переназначен 2 августа 2006 г., № 826 — 11 июня 2009 г., № 655)
2. Нурутдинов Азат Закитович, и. о. начальника (июнь 2009 г. — май 2010 г.)
3. Таранов Андрей Николаевич, начальник (с 29 мая 2010 г., № 653, переназначен 4 апреля 2011 г., № 395)

## Северо-Западный федеральный округ
1. Уемлянин Борис Викторович, начальник (23 июля 2001 г., № 904 — 8 мая 2003 г., № 514)
2. Новиков Андрей Петрович, начальник (8 мая 2003 г., № 514 — 28 февраля 2005 г., № 218)
3. Красавин Вячеслав Федорович, и. о. начальника (февраль — ноябрь 2005 г.), начальник (30 ноября 2005 г., № 1377 — 19 июля 2010 г., № 916)
4. Быков, Виталий Николаевич , и. о. начальника (июль 2010 г. — март 2011 г.), начальник (с 31 марта 2011 г., № 379)

## Северо-Кавказский федеральный округ
1. Лазебин Евгений Павлович, начальник (апрель 2010 г.)
2. Ченчик Сергей Михайлович, начальник (с 30 апреля 2010 г., № 521, переназначен 31 марта 2011 г., № 369)
3. Бачурин Сергей Викторович, начальник (с 02 июня 2016 года, Указ Президента № 261)

## Сибирский федеральный округ
1. Сковордин Юрий Петрович, начальник (июль 2001 г., переназначен 9 октября 2006 г., № 1106 — 18 февраля 2010 г., № 214)
2. Прощалыкин Юрий Михайлович, и. о. начальника (18 февраля — 14 июня 2010 г.), начальник (с 14 июня 2010 г., № 723, переназначен 5 апреля 2011 г., № 400 — 27 мая 2014)

## Уральский федеральный округ
1. Красников Алексей Алексеевич, начальник (23 июля 2001 г., № 904 — 26 июля 2006 г., № 784)
2. Кучеров Владимир Иванович, и. о. начальника (июль 2006 г. — март 2007 г.), начальник (3 марта 2007 г., № 271 — 25 февраля 2011 г., № 232)
3. Мардасов Николай Николаевич, и. о. начальника (25 февраля — август 2011 г.), начальник (с 12 августа 2011 г., № 1091)

## Центральный федеральный округ
1. Щадрин Сергей Фёдорович, начальник (23 июля 2001 г., № 904 — 6 октября 2003 г., № 1182)
2. Кирушев Александр Иванович, и. о. начальника (2003—2006 гг.)
3. Бастрыкин Александр Иванович, начальник (12 июня 2006 г., № 589 — 6 октября 2006 г., № 1096)
4. Аулов Николай Николаевич, начальник (1 ноября 2006 г., № 1211 — 16 июня 2008 г.)
5. Кожокарь Валерий Васильевич, начальник (3 июля 2008 г., № 1042, переназначен 14 апреля 2011 г., № 448 — 11 июня 2011 г., № 761)
6. Кеменев Андрей Викторович, начальник (с 26 июля 2011 г., № 997)

## Южный федеральный округ
1. Рудченко Михаил Мефодьевич, заместитель Министра внутренних дел Российской Федерации — начальник Главного управления Министерства внутренних дел Российской Федерации по Южному федеральному округу (4 августа 2001 г., № 961 — погиб 27 января 2002 г.)
2. Паньков Михаил Анатольевич, заместитель Министра внутренних дел Российской Федерации — начальник Главного управления Министерства внутренних дел Российской Федерации по Южному федеральному округу (10 апреля 2002 г., № 369 — 28 февраля 2005 г., № 217), и. о. начальника (февраль — август 2005 г.), начальник (13 августа 2005 г., № 967 — 9 февраля 2009 г., № 140)
3. Шепилов Михаил Петрович, и. о. начальника (февраль — март 2009 г.), начальник (с 19 марта 2009 г., № 284, переназначен 31 марта 2011 г., № 379)